# Bundesstraße 402
Pour les articles homonymes, voir B402 et Route 402.
La Bundesstraße 402 est une Bundesstraße du Land de Basse-Saxe.

## Géographie
La Bundesstraße part de Fürstenau (B 214) vers le nord-ouest par Wettrup et Handrup, croise la B 213 à Haselünne puis passe à l'ouest. À Meppen, elle contourne par le nord le centre-ville et croise la B 70. Elle croise ensuite l'A 31 et va jusqu'à la frontière néerlandaise où la route se poursuit à Emmen avec l'A 37. Le tronçon de la B 213 à la frontière germano-néerlandaise fait partie de la route européenne 233.

## Histoire
Avant la construction du contournement nord à Meppen, la B 402 passait au nord de Meppen sur le tracé de la B 70 à Haren-Emmeln et de là plus à l'ouest jusqu'à la frontière néerlandaise à Haren-Rütenbrock. Aujourd'hui, la section entre Emmeln et les Pays-Bas est la B 408.
Le tronçon de 7,5 km de la frontière germano-néerlandaise à l'A 31 est étendu à quatre voies et ouvert à la circulation le 11 août 2007.

## Source
- (de) Cet article est partiellement ou en totalité issu de l’article de Wikipédia en allemand intitulé « Bundesstraße 402 » (voir la liste des auteurs).

1. ↑  (de) Harry de Winter, « Anwohner gestört von Umleitungsverkehr von E 233 durch Versen und Fullen », sur Neue Osnabrücker Zeitung, 2020 (consulté le 11 mai 2021)